# Down in Albion
Pour les articles homonymes, voir Albion (homonymie).
Albums de Babyshambles
The Blinding EP
(2006)
Down in Albion est le premier album des Babyshambles, le groupe de Pete Doherty après les Libertines.

## Sortie et caractéristiques
Down in Albion est sorti le 14 novembre 2005, alors que sur Internet il avait été déposé en ligne illégalement le 19 octobre précédent. Produit par Mick Jones, Down in Albion contient une version réenregistrée de leur deuxième single Killamangiro ainsi qu'une version reggae du morceau Pentonville. L'inclusion de Albion est controversée par les fans, en raison de l'histoire de la chanson très appréciée des fans des Libertines. En effet Albion est un terme ancien, utilisé en poésie pour désigner l'Angleterre ou la Grande-Bretagne. Carl Barat et Pete Doherty « pilotent » le bateau qui navigue sur l'idéal du rock 'n' roll d'Albion, une histoire racontée et créée par les Libertines, pleine de nostalgie avec des clins d'œil à cette littérature et les films des années 1950-60.
La chanson Albion semble être la chanson phare de l'album, démontrant l'incurable passion que livre le chanteur Pete Doherty pour l'Angleterre. Ce dernier traduit le voyage en Grande-Bretagne qu'il veut partager (a priori avec sa bien-aimée) par un rythme à la fois lancé[Quoi ?] et aérien. Ce n'est d'ailleurs pas un hasard si ses œuvres récentes tel que « Books of Albion » portent aussi l'empreinte de ce dévouement pour ce pays dans lequel il est né.
Down in Albion est destiné à être un concept album, racontant l'histoire d'une beauté et une bête. L'album reçoit un accueil mitigé de la part des critiques, avec le sentiment général que l'album sonne « lazy » (paresseux), souffrant d'une mauvaise production et échouant à mettre en accord le matériel de Pete Doherty,, (Quelques-unes des pistes sur cet album ont été faites à leur début sur des sessions diverses enregistrées par les Libertines). Le premier morceau, "La Belle et la Bête" contient la voix de l'ancienne amie de Pete Doherty, Kate Moss, et « Pentonville » a été écrit par Doherty et The General, un ami qu'il rencontra pendant qu'il résidait à la prison de Pentonville. L'album est vu comme un mouvement s'éloignant du style de musique des Libertines. La pochette de l'album a été faite par Pete Doherty.

## Liste des chansons
1. "La Belle et la Bête" (Avec Kate Moss) (Pete Doherty, Chevalley, Peter Wolfe) – 5:05
2. "Fuck Forever" (Doherty, Patrick Walden) – 4:37
3. "À rebours" (Doherty) – 3:23
4. "The 32nd of December" (Doherty) – 3:08
5. "Pipedown" (Doherty, Walden) – 2:35
6. "Sticks and Stones" (Doherty, Wolfe) – 4:51
7. "Killamangiro" (Doherty) – 3:13
8. "8 Dead Boys" (Doherty, Walden) – 4:16
9. "In Love with a Feeling" (Doherty, Walden) – 2:51
10. "Pentonville" (General Santana) – 3:49
11. "What Katy Did Next" (Doherty, Alan Wass) – 3:07
12. "Albion" (Doherty) – 5:24
13. "Back from the Dead" (Doherty, Wolfe) – 2:52
14. "Loyalty Song" (Doherty, Walden) – 3:32
15. "Up the Morning" (Doherty, Walden) – 5:43
16. "Merry Go Round" (Doherty) – 5:22

## Singles
- Killamangiro (11 novembre), (2004), (Rough Trade) #8
- Fuck Forever (15 août), (2005), (Rough Trade) #4
- Albion (28 novembre), (2005), (Rough Trade) #8

## Chart
| Chart (2005)          | Fournisseurs                       | Meilleure position |
| --------------------- | ---------------------------------- | ------------------ |
| UK Albums Chart       | BPI/The Official UK Charts Company | 10                 |
| French Albums Chart   | SNEP/IFOP                          | 72                 |
| German Albums Chart   | Media Control                      | 46                 |
| Irish Albums Chart    | IRMA                               | 28                 |
| Swedish Albums Chart  | GLF                                | 46                 |
| Italian Albums Chart  | FIMI                               | 99                 |
| Swiss Albums Chart    | Media Control                      | 93                 |
| Chart (2006)          | Fournisseurs                       | Meilleure position |
| Austrian Albums Chart | Media Control                      | 52                 |